# Hammerfest
Hammerfest (pronuncia em norueguês: [ˈhɑmːərˌfɛst]) é uma comuna, cidade-porto da Noruega, no condado de Finnmark com 847 km² de área e 11338 habitantes (2024) situada a 480 km a norte do Círculo Polar Ártico; a cidade é localizada na costa noroeste da ilha Kvaløya, à norte da vila Rypefjord e à sudoeste da vila de Forsøl.
De 1 de Janeiro de 2020 à 1 de Janeiro de 2024, a cidade fez parte do agora separado condado de Troms og Finnmark. Em 15 de Junho de 2022 o parlamento norueguês decidiu por separar os dois condados novamente. 
É a cidade com mais de 6000 habitantes mais a norte no mundo.
O seu magnífico porto é uma base de pesca baleeira das ilhas Svalbard.
O clip da música Lifelines da banda norueguesa A-Ha foi filmado nesse lugar.

## História
Hammerfest foi o primeiro aglomerado urbano do norte da Europa a ganhar iluminação elétrica nas ruas, em 1891.
Esta cidade foi destruída pelas tropas alemãs em 1940.

## Clima
O clima de Hammerfest é o Dfc (Subártico) segundo o sistema de classificação climática de Köppen-Geiger. 
 

Devido à sua latitude elevada, a cidade experiencia o sol da meia-noite de 14 Maio à 29 de Julho (76 dias), e a noite polar, de 22 de Novembro à 19 de Janeiro (58 dias). 